# Fernsteinsee
Fernsteinsee är en sjö i Österrike.   Den ligger i förbundslandet Tyrolen, i den västra delen av landet, 400 km väster om huvudstaden Wien. Fernsteinsee ligger 934 meter över havet.